# Franco Floriano Salani
Franco Floriano Salani (Ferrara, 1923 – Pontelagoscuro, 1993) è stato un pittore italiano.

## Biografia
Dopo aver frequentato la civica scuola d'arte Dosso Dossi e aver svolto l'attività di muratore, Salani partì soldato per la seconda guerra mondiale. Ferito ad una gamba, subì un grave trauma che negli anni post-bellici sfociò in un disturbo psichico che lo condusse nel 1957 all'internamento presso il manicomio provinciale di Ferrara. Lo aiutò a superare le frequenti crisi l'esercizio costante della pittura che, in un singolare coacervo stilistico, miscelò le suggestioni onirico-popolaresche alla Ligabue alla ricerca degli archetipi junghiani, dall'orientalismo caro alla sottocultura sessantottesca, alle ricerche teosofiche, dall'ambigua sensualità ad un misticismo dai toni un po' blasfemi.
Fu seguito per decenni dai servizi sociali, ma molto importante fu per lui il rapporto con Gino Andreani, medico e collezionista d'arte, direttore dell'ospedale psichiatrico di Ferrara, il quale lo incoraggiò a dipingere con assiduità e volle quattro sue opere per la sua collezione, poi destinata al Museo d'arte moderna e contemporanea Filippo de Pisis di Ferrara. A Salani fu permesso inoltre di attrezzare uno studio presso la colonia agricola dell'ospedale psichiatrico, collocata nell'ex convento di San Bortolo.
A seguito della legge 180, nel 1979 fu dimesso dall'ospedale e gli fu concessa un'abitazione popolare a Pontelagoscuro, frazione a nord di Ferrara: qui venne ritrovato morto settantenne, verosimilmente per un infarto.
Negli ultimi 25 anni gli sono state allestite mostre personali in spazi pubblici (Centro civico di Pontelagoscuro, Reggia Estense di Belriguardo, Pieve di San Venanzio a Saletta) e in gallerie private (Langelo Atelier), gli sono stati dedicati convegni di studio incentrati su arte e psichiatria e alcune sue opere sono state inserite in importanti mostre itineranti tra Emilia e Veneto, (da Ninfe e anguane abitavan i boschi e le fontane a Verso Ferrara... e a Rari da trovarsi). Nel 2024 una sua opera (Nel paradiso terrestre, 1970) è stata esposta nella mostra Surrealismi da De Chirico a Gaetano Pesce, tenuta presso il MART di Rovereto. Lo stesso dipinto è stato esposto a Ferrara nel 2025, nell'ambito di una collettiva sul surrealismo locale.
Dipinti di Salani si conservano presso il centro civico di Pontelagoscuro e la Pinacoteca Bacilieri allestita nel Museo civico di Belriguardo.